# Travessia do Rubicão

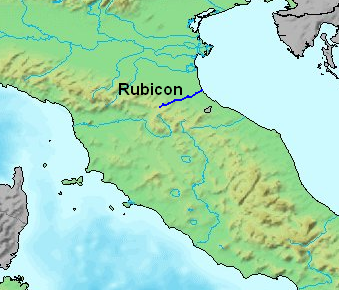
O moderno rio Rubicão (azul escuro), que se acredita ser o mesmo rio atravessado por César

A "travessia do Rubicão" ou a frase "cruzando o Rubicão", "atravessou o Rubicão", é uma expressão idiomática que significa que se está passando por um ponto sem retorno. Seu significado vem da alusão à travessia do Rubicão por Júlio César no início de janeiro de 49 a.C.
Sua travessia do rio precipitou a guerra civil de César, que acabou levando César a se tornar ditador vitalício (ditador perpétuo). César havia sido nomeado governador de uma região que ia do sul da Gália ao Ilírico. Quando seu mandato de governador terminou, o Senado ordenou a César que dissolvesse seu exército e voltasse a Roma. Como era ilegal trazer exércitos para a Itália, cuja fronteira norte era marcada pelo rio Rubicão, cruzar o rio com armas era sinônimo de insurreição, traição e declaração de guerra ao estado. Segundo alguns autores, ele pronunciou a frase alea iacta est ("a sorte está lançada") antes de cruzar.

## História
Durante o final da República Romana, o rio Rubicão marcou a fronteira entre a província romana da Gália Cisalpina ao nordeste e a Itália propriamente dita (controlada diretamente por Roma e seus aliados) ao sul. No lado noroeste, a fronteira era marcada pelo rio Arno, uma via navegável muito mais larga e importante, que flui para o oeste dos Apeninos (sua nascente não está longe da nascente do Rubicão) para o Mar Tirreno.
Os governadores das províncias romanas foram nomeados promagistrados com imperium (aproximadamente, "direito de comando") em uma ou mais províncias. Os governadores então serviram como generais do exército romano dentro do território que governavam. A lei romana especificava que apenas os magistrados eleitos (cônsules e pretores) poderiam manter imperium dentro da Itália. Qualquer magistrado que entrasse na Itália à frente de suas tropas perderia seu império e, portanto, não tinha mais permissão legal para comandar tropas.
Exercer imperium quando proibido por lei era uma ofensa capital. Além disso, obedecer às ordens de um general que não possuía legalmente o imperium era uma ofensa capital. Se um general entrasse na Itália no comando de um exército, tanto o general quanto seus soldados se tornavam fora da lei e eram automaticamente condenados à morte. Os generais foram assim obrigados a desmantelar seus exércitos antes de entrar na Itália.

## Júlio César

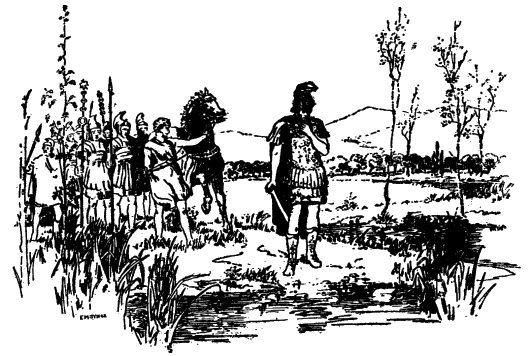
Júlio César parou nas margens do Rubicão.

Em janeiro de 49 a.C. Júlio César liderou uma única legião, a Legio XIII, ao sul sobre o Rubicão da Gália Cisalpina até a Itália para chegar a Roma. Ao fazer isso, ele deliberadamente infringiu a lei do imperium e tornou o conflito armado inevitável. O historiador romano Suetônio descreve César indeciso ao se aproximar do rio e atribui a travessia a uma aparição sobrenatural. Foi relatado que César jantou com Sallust, Hirtius, Oppio, Lucius Balbus e Sulpicus Rufus na noite após sua famosa travessia para a Itália em 10 de janeiro.
De acordo com Suetônio, César pronunciou a famosa frase ālea iacta est ("a sorte foi lançada"). A frase "atravessar o Rubicão" sobreviveu para se referir a qualquer indivíduo ou grupo que se compromete irrevogavelmente com um curso de ação arriscado ou revolucionário, semelhante à frase moderna "passar do ponto sem retorno". A decisão de César de ação rápida forçou Pompeu, os cônsules e grande parte do Senado romano a fugir de Roma.